# Institución de damas nobles de los Santos Ángeles
La Imperial y Real Institución Libre de Damas Nobles de los Santos Ángeles fue una institución de damas nobles de Praga.

## Historia
En 1701, Susanna Helena Bedarides (nacida von Goltz) dotó una fundación para seis damas nobles pobres. Para proveer de una sede a la institución, compró dos casas en la Plaza Carlos de la ciudad nueva de Praga, cerca del colegio regentado por los Jesuitas. 
Cinco años después, la condesa María Josefa Gertrudis de Berlepsch, que había sido favorita de Mariana de Neoburgo (hasta 1700, esposa de Carlos II de España) enriqueció esta fundación inicial consiguiendo que el emperador José I la eligiese como abadesa de la que sería conocida como Institución de Damas Nobles de los Santos Ángeles.Además, se establecía que la abadesa tuviera los mismos privilegios y honores que las princesas-abadesas de Essen.
Durante el siglo XVIII se fueron dotando beneficios para que más damas nobles ingresaran a la Institución, llegando al número de 17.
Después del año 1755, como consecuencia de la crisis económica producida por la guerra de sucesión austríaca, se dejaron de nombrar abadesas.

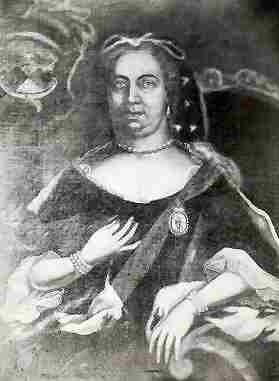
Marie Gertrude von Berlepsch, retratada como fundadora de la Institución, con las insignias de esta.

A finales del siglo XVIII, por orden del emperador José II, se fusionó con la Institución de Damas Nobles del Castillo de Praga, en concreto desde 1782 hasta 1792. Tras la separación de ambas instituciones, la de Damas Nobles de los Santos Ángeles fue trasladada al edificio ocupado hasta entonces por un antiguo convento de monjas benedictinas. En este momento el emperador Leopoldo II concedió a la superiora de esta Institución, coronar a la reina de Bohemia como sustituta de la abadesa de la Institución de Damas Nobles de Praga.

## Descripción
En sus inicios, y hasta 1782, su sede se encontraba en la Plaza Carlos de Praga. Desde 1792, se encontraba situado en el número 1 de la Elisabethstrasse (actual Revoluční ulice).
Primero, el emperador del Sacro Imperio Romano Germánico; y después su sucesor, el emperador de Austria; eran protectores de la Institución.
En el año 1905 se encontraba formado por la siguiente estructura:
- Un consejero-asistente (Assistenz-Rat).
- Superiora de la Institución (Stifts-Oberin)
- Primera asistente (Erste Assitentin)
- Segunda asistente (Zweiten Assistentin)
- Capitulares (Kapitularinnen)
- Damas de honor (Ehren-Damen)
- Letrado (Rechstanwalt)
- Ordinario de la Institución (Stifts-ordinarius)
- Administrador de facturas de la Institución (Stifts-Rechnung-Revident)
- Empleados (Beamte)

## Insignia

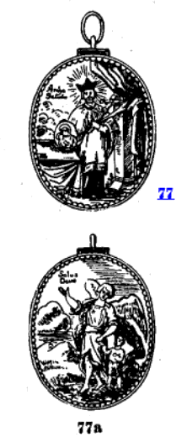
Vista del reverso (arriba) y reverso de la medalla de la Institución.

La insignia de la Institución consistía en una medalla ovalada, con el anverso y reverso pintados con esmaltes. En el anverso se representa al arcángel Gabriel, llevando de la mano al Niño Jesús, mientras señala una inscripción en el cielo: Solus Deus.
En su reverso se veía a San Juan Nepomuceno, sosteniendo un medallón de la Virgen con el Niño apoyada en un bufete, y escoltado por unos cortinajes.